# 尚絅大学附属こども園
尚絅大学附属こども園（しょうけいだいがくふぞくこどもえん）は、熊本県菊池郡菊陽町にある私立認定こども園。尚絅大学の附属校である。

## 沿革
- 1969年 - 熊本女子短期大学附属幼稚園開園
- 1975年 - 尚絅短期大学附属幼稚園と改称
- 2005年 - 園舎を新築
- 2006年 - 尚絅大学短期大学部附属幼稚園と改称
- 2016年 - 幼保連携型認定こども園に移行し、尚絅大学短期大学部附属こども園と改称
- 2023年 - 尚絅大学附属こども園と改称

## 目標
- 恵まれた自然環境の中で、いきいきと遊ぶ子ども
- 友だちを思いやり、すなおに自分を表現する子ども
- 心豊かで、創造性のある子ども
- 遊びを工夫し、遊んで行動する子ども

## 系列校
- 尚絅大学
- 尚絅大学短期大学部
- 尚絅中学校・高等学校